# 科罗拉多州众议院
科罗拉多众议院（英語：Colorado House of Representatives）是美国科罗拉多总议会的下議院，共有65名议员，每届任期2年。现任众议院議長为民主黨籍的茱莉·麥克魯斯基。